# マテイ・ステルネン
マテイ・ステルネン（スロベニア語: Matej Sternen, 1870年9月20日 - 1949年6月28日はスロベニアの画家である。印象派のスタイルの画家である。

## 略歴
中央スロベニア地方のVerd で生まれた。クルスコ(Krško)の学校で学んだ後、1881年にグラーツの商業学校で学んだ。1893年から1899年までウィーン美術アカデミーで学んだ。ミュンヘンに移り、アントン・アズベの美術学校に入り、ナデジダ・ペトロヴィッチやイーゴリ・グラーバリ、アレクセイ・フォン・ヤウレンスキーといった東欧やロシアの画家たちと共に学んだ。スロベニアからもリハルド・ヤコピッチやマティヤ・ヤーマがアズベの美術学校で学んでいた。
1905年にアズベが亡くなると、ミュンヘンを離れ、グラーツやウィーンで印象派のスタイルの作品を描いた。1907年にスロベニアに移り、リハルド・ヤコピッチとリュブリャナで絵画学校を開いた。イタリアを旅し、1909年にはパリに滞在した。1910年から2年間、イタリアとスロベニアの国境の町、ドゥイーノ＝アウリジーナに住んだ。
その後、美術品修復の仕事を始め、後に美術品修復に専念した。第一次世界大戦、リュブリャナに戻り、リュブリャナ大学で絵画の教師になった。1924年から彼は絵画と修復の学校を運営した。
第二次世界大戦中、スターネンはクロアチアのナチスの支持者であったが、戦後、迫害されることはなかった。1949年にリュブリャナで亡くなった。

## 作品

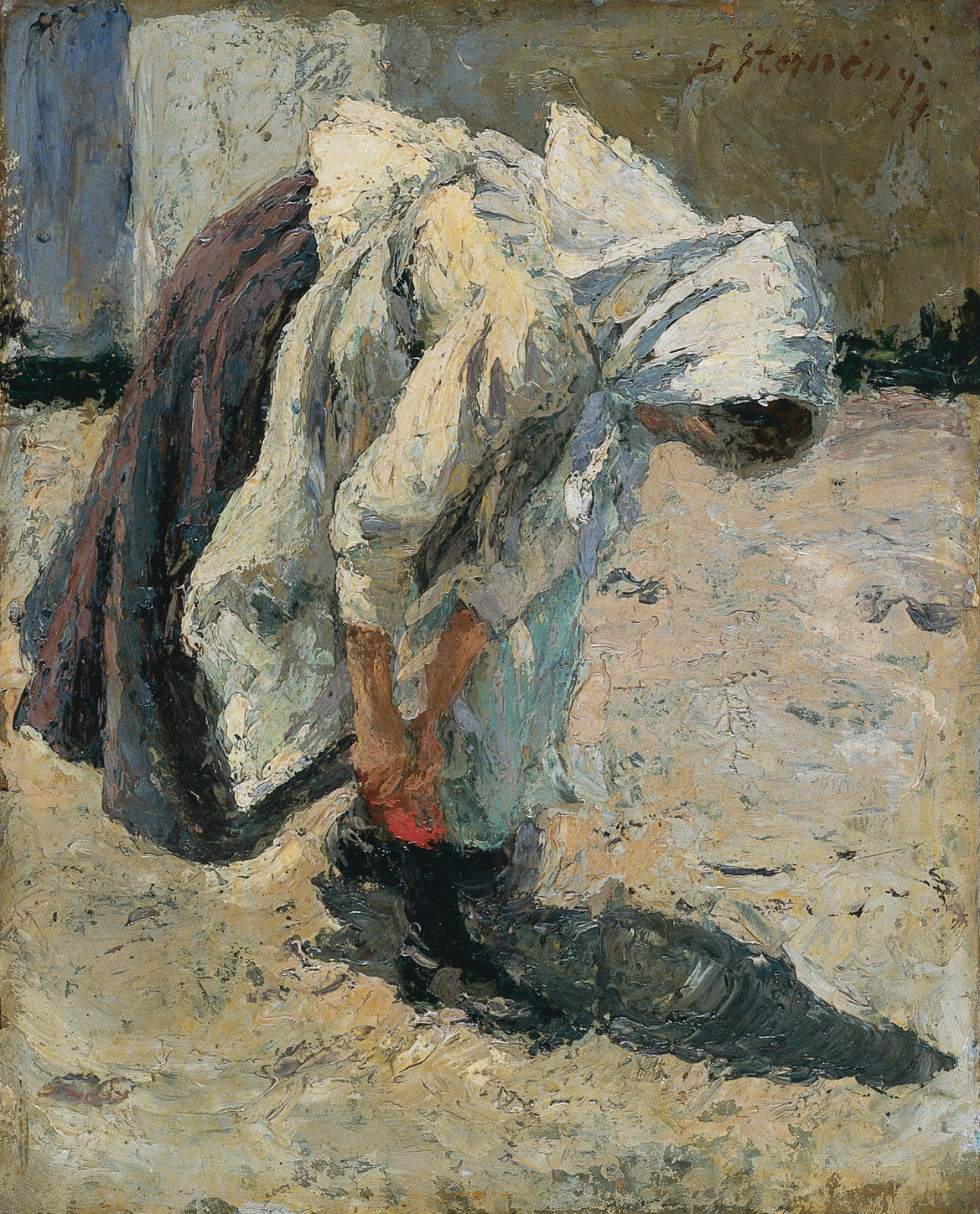
靴紐を結ぶ女性 (1899)
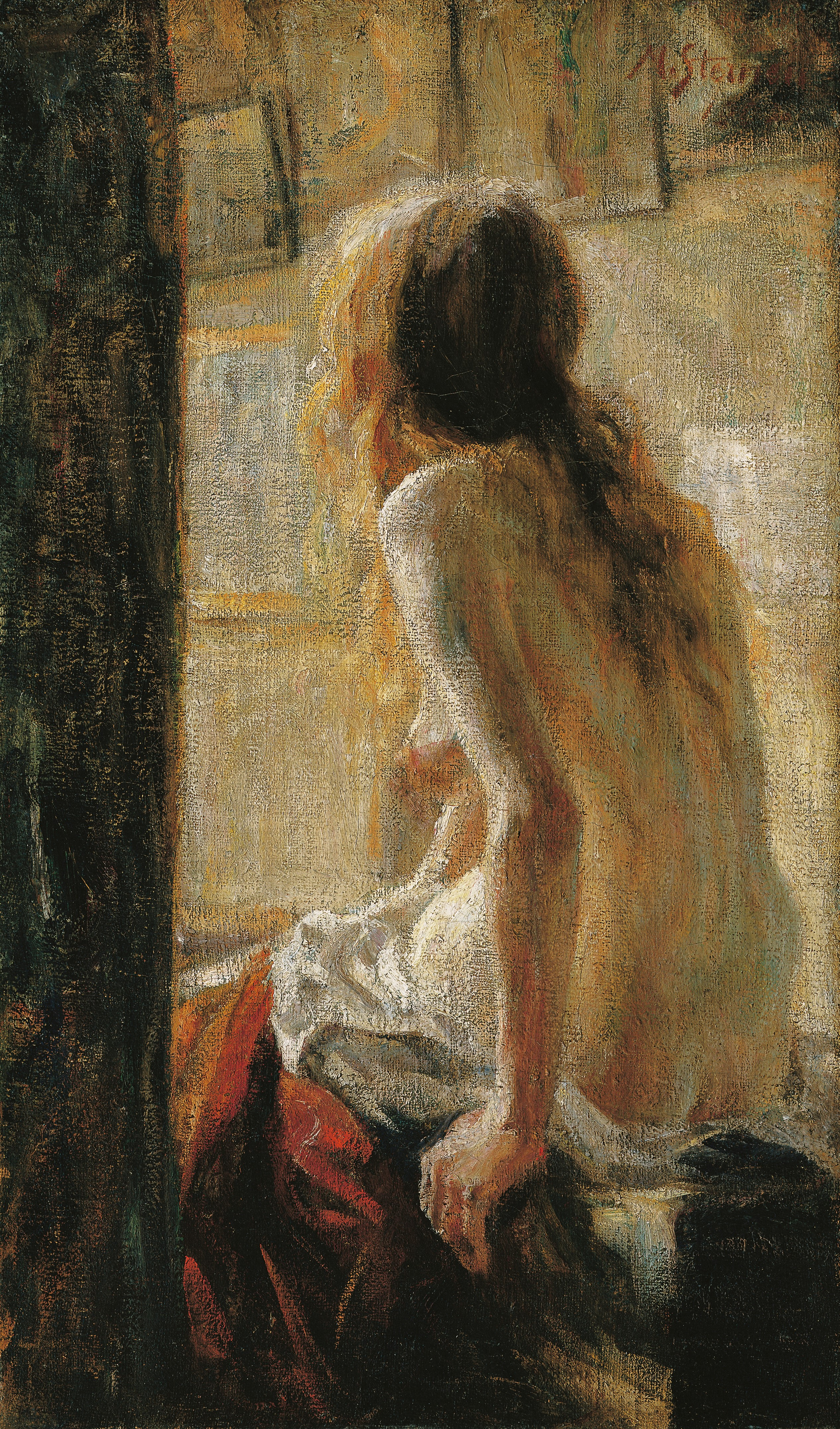
赤毛の女性
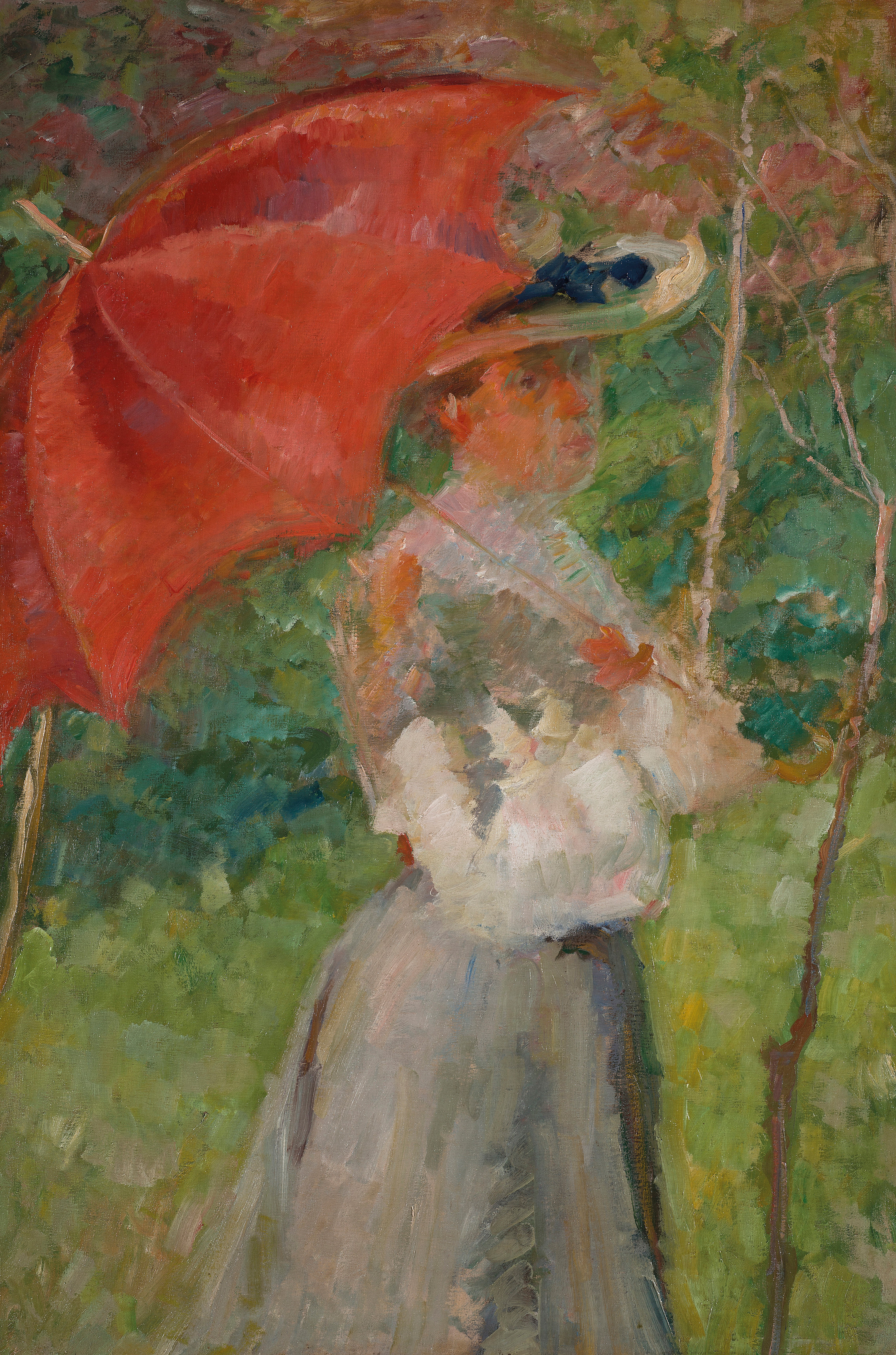
赤い傘
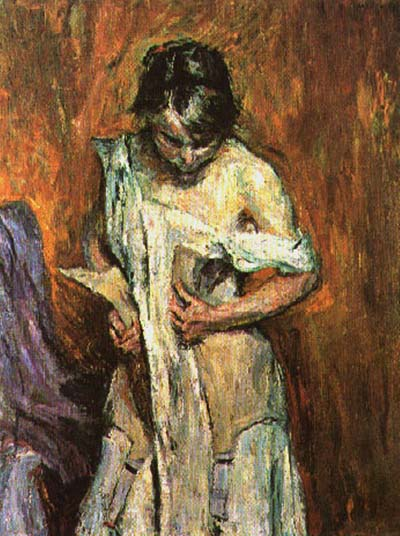
コルセットをつける女性

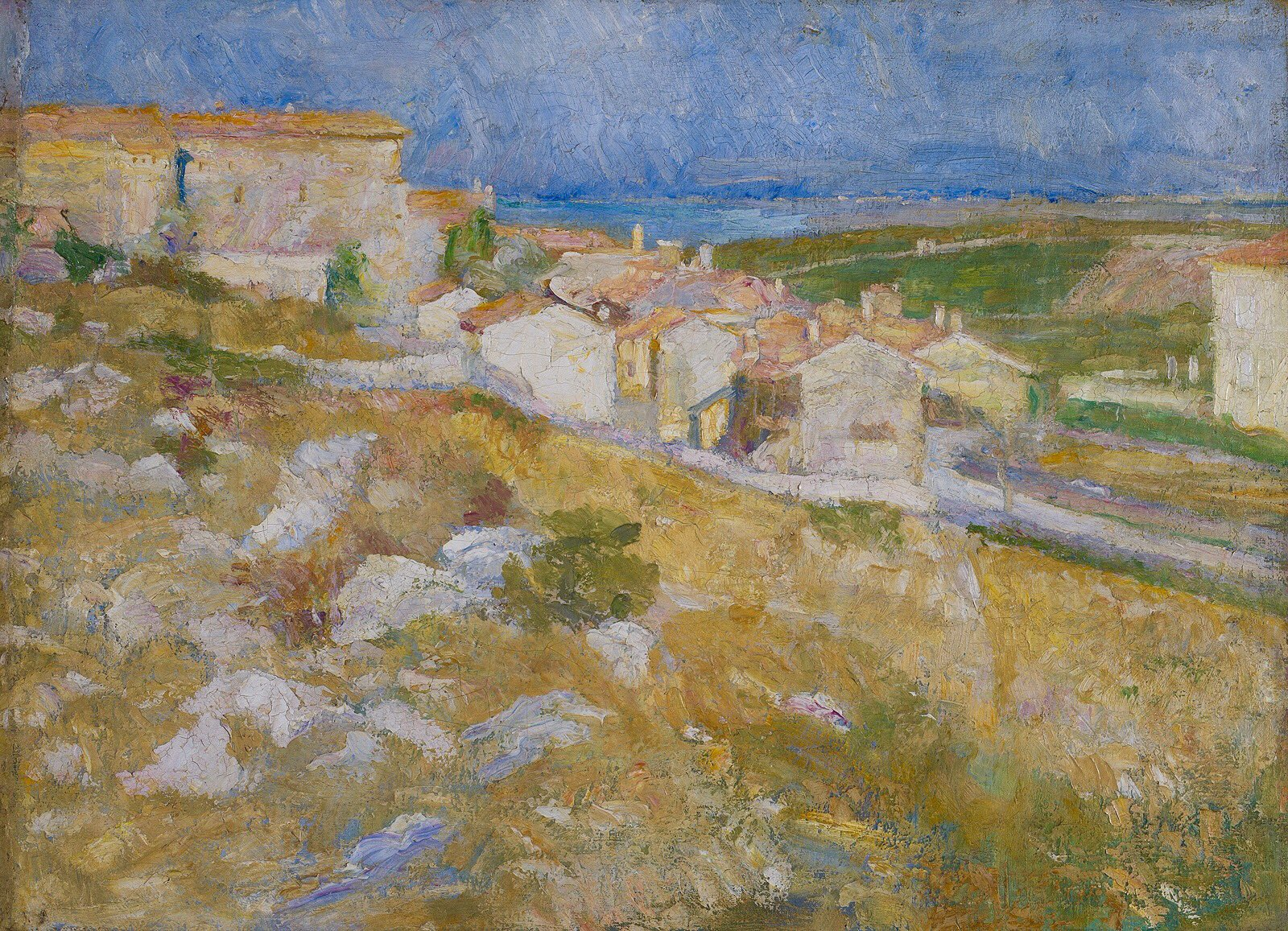
ドゥイーノ
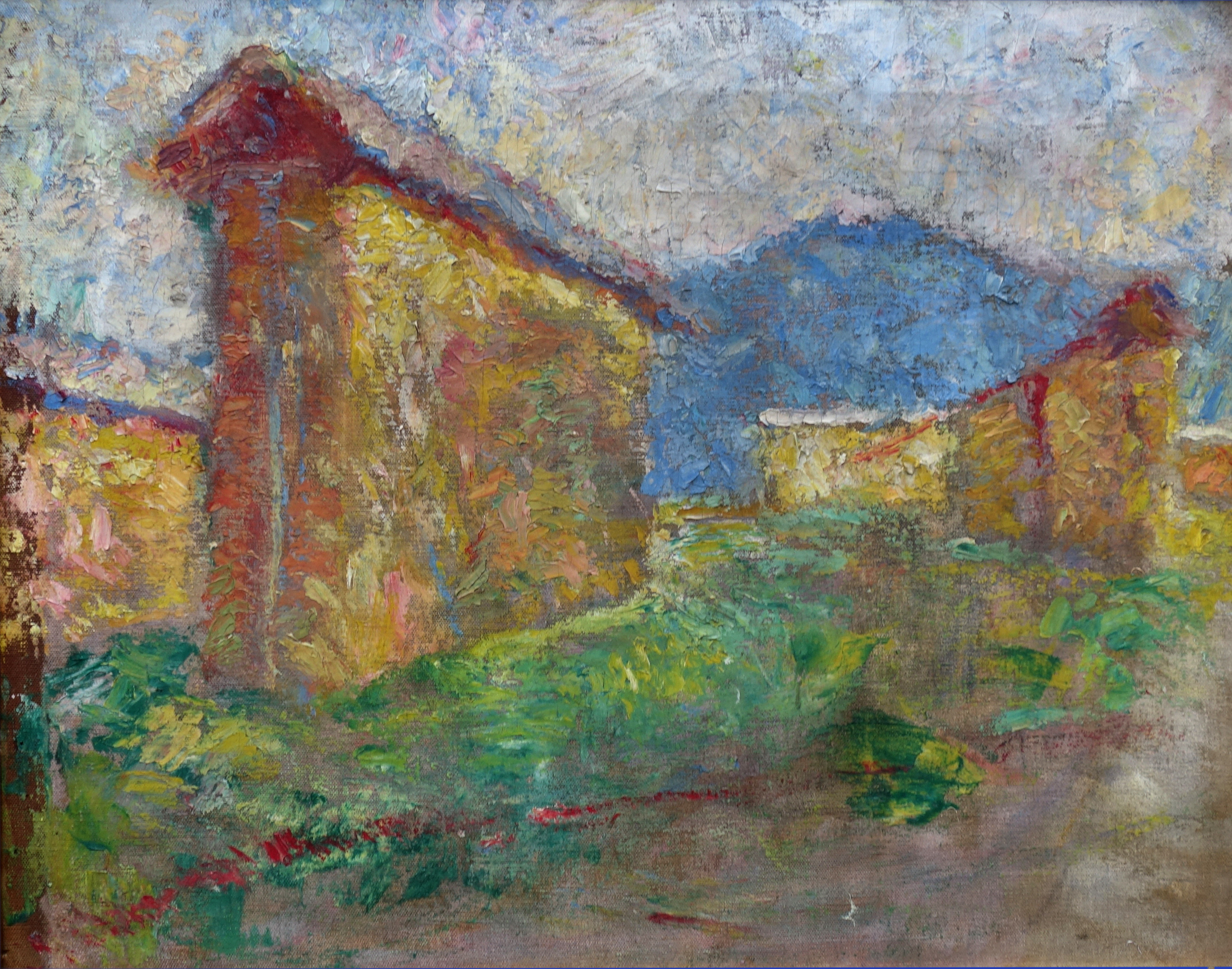
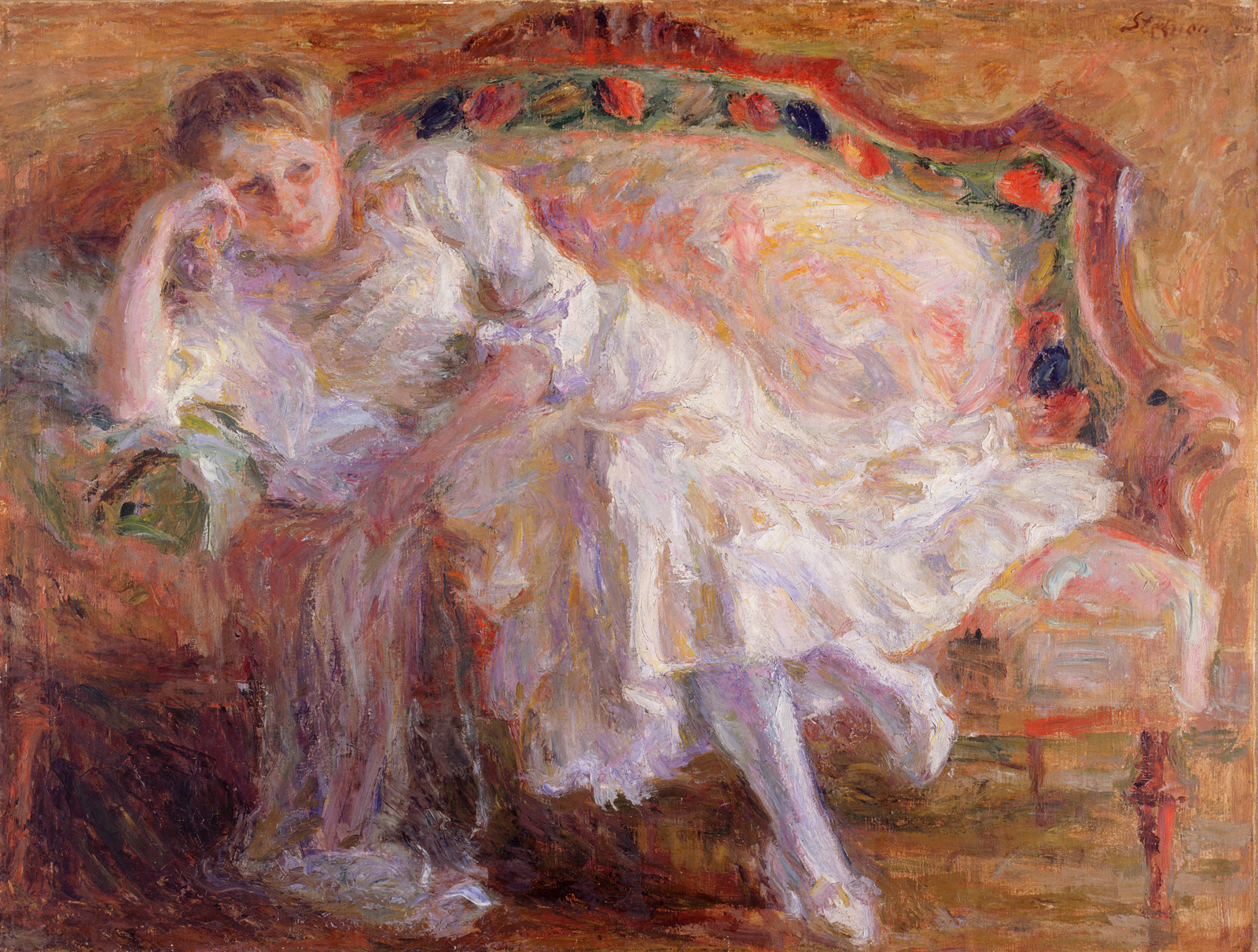